# Boris Peyrek
Boris Peyrek (Split, 22. travnja 1968.), bivši hrvatski reprezentativac u judu. Danas je kondicijski trener. 

## Karijera
Višestruki je juniorski i seniorski prvak Hrvatske, te brončani U-21 1988. godine na prvenstvu Jugoslavije u Boru. Osvajač je međunarodnih medalja i sudionik prvih olimpijskih vojnih igara 1995. godine u Rimu za hrvatsku reprezentaciju. Diplomirao je 1995. na Kineziološkom fakultetu u Splitu. Od 1995. godine započinje rad kao kondicijski trener splitskog Hajduka s U 17 uzrastom. 1996. godine prelazi na rad s juniorima, a 2000. preuzima seniorsku momčad Hajduka. Sa seniorima osvaja 3 prvenstva države te osvajač HR nogometnog kupa i superkupa. Od 2007. prelazi u ukrajinski Dynamo Kiyv te u 4 godine uspješnog rada osvaja dva prvenstva Ukrajine i jedan ukrajinski kup te dva superkupa. U sezoni 2008./09. nastupa u polufinalu Kupa UEFA te je zabilježio 3 sezone u UEFA Ligi prvaka. Godine 2011. se vraća u Hajduk te 2013. osvaja još jedan kup Hrvatske. 
Oženjen je ženom Sabinom i otac je dvoje djece.